# Diamant à queue verte
Erythrura hyperythra
Espèce
Statut de conservation UICN

 LC  : Préoccupation mineure
Le Diamant à queue verte (Erythrura hyperythra) est une espèce de passereaux appartenant à la famille des Estrildidae.

## Description
Cet oiseau mesure 10 cm. Il a la nuque, le dos, les ailes, la queue, le croupion et les côtés du ventre vert. Le crâne est noir puis passe au bleu. Les côtés de la tête, le menton la gorge, la poitrine, et une grande partie du ventre orange. Le bec est noir. La femelle est plus terne que le mâle.

## Habitat
Elle peuple les bords des champs de bambous et des bois. L'humidité est importante et, dans la journée, les températures s'élèvent jusqu'à 25 °C et la nuit, elles descendent jusqu'à 0 °C.

## Alimentation
Cet oiseau se nourrit de graines, de bambous et d'herbes.

## Nidification
Cet oiseau nidifie de mars à juin.

## Répartition est sous-espèces
Selon la classification de référence du Congrès ornithologique international (15.1, 2025) il se répartit en six sous-espèces (ordre phylogénique) :
- E. h. brunneiventris (Ogilvie-Grant, 1894) — de Luçon à Palawan ;
- E. h. borneensis (Sharpe, 1889) — nord de Bornéo ;
- E. h. malayana (Robinson, 1928) — péninsule Malaise ;
- E. h. hyperythra (Reichenbach, 1862) — Java ;
- E. h. microrhyncha (Stresemann, 1931) — Célèbes ;
- E. h. intermedia (Hartert, 1896) — de Lombok à Florès.